# Sule-Pagode

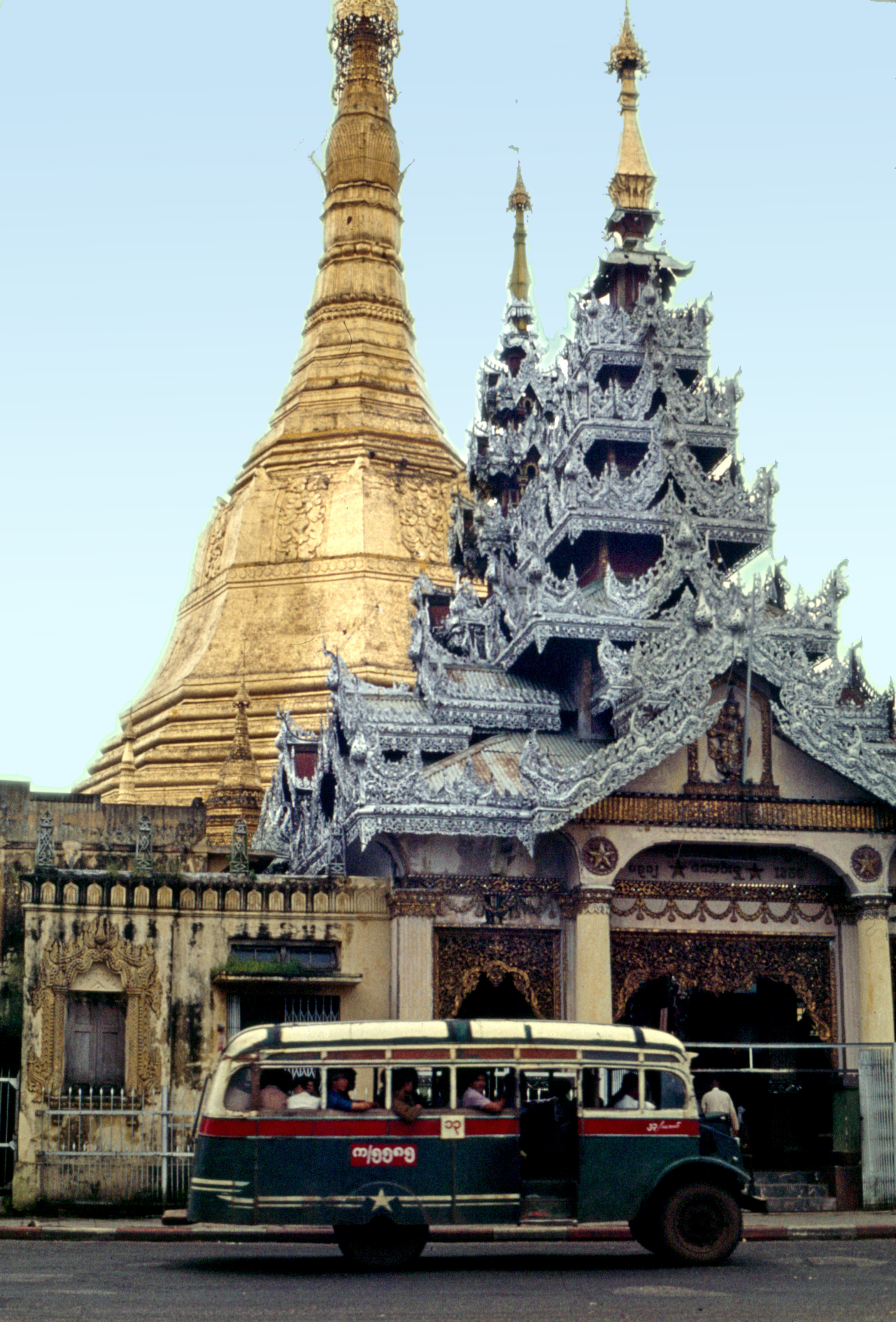
Sule-Pagode 1976

Die Sule-Pagode (birmanisch ဆူးလေဘုရား, sprich: sʰúlè pʰəjá) ist eine buddhistische Tempelanlage in Yangon in Myanmar.

## Geschichte
Laut Legende wurde die Pagode bereits zu Lebzeiten Buddhas vor mehr als 2600 Jahren noch vor der Shwedagon-Pagode errichtet. Der achteckige Grundriss des Hauptstupas deutet stilistisch auf Eigenheiten der Mon-Architektur und zeitlich auf das 1. Jahrhundert unserer Zeitrechnung hin.
Die Pagode spielt eine wichtige Rolle im religiösen und politischen Leben Myanmars, so beispielsweise beim Volksaufstand 1988 und bei der Safran-Revolution 2007.

## Beschreibung
Die Anlage steht heute auf einem riesigen Kreisverkehr im Stadtzentrum. Der Hauptstupa bewahrt bis zur Spitze seine achteckige Form.
Im Tempelbezirk gibt es einen Schrein für die Nats und einen Altar für jeden Wochentag. Die Gläubigen opfern und beten bevorzugt am Altar des Wochentags, an dem sie geboren wurden, und begehen so ihren „Geburtstag“.

## Galerie

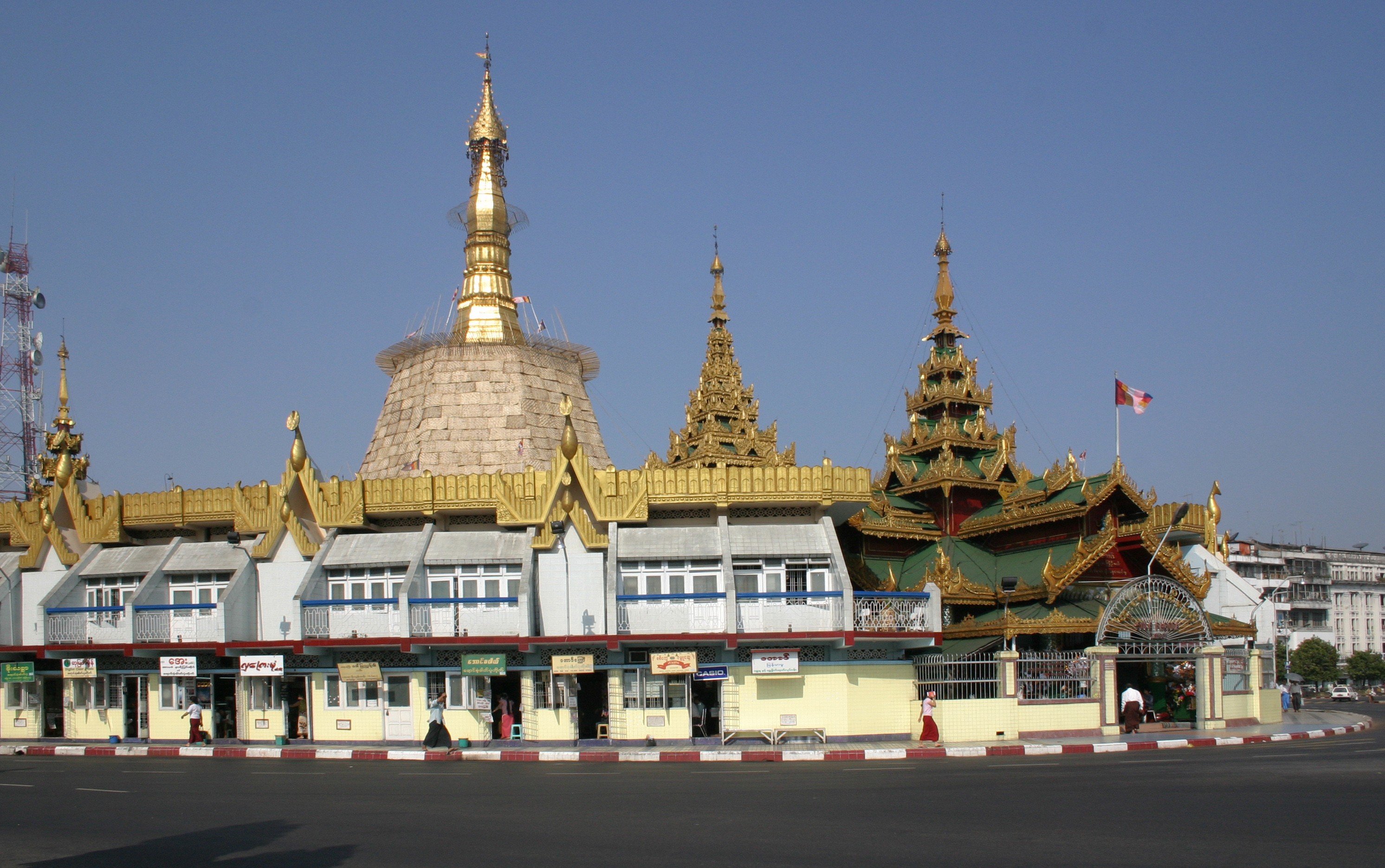
Außenansicht
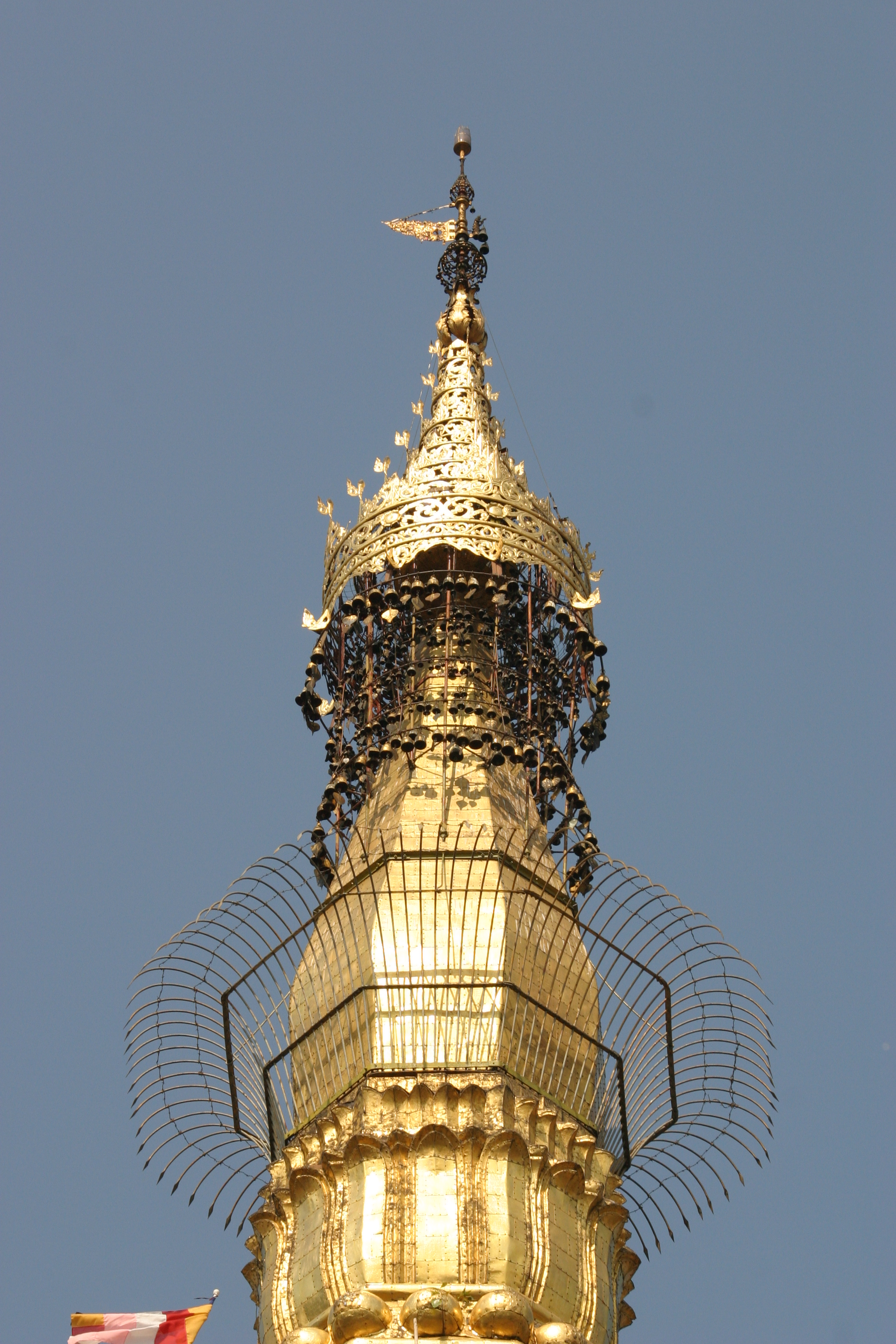
Schirm des Hauptstupas
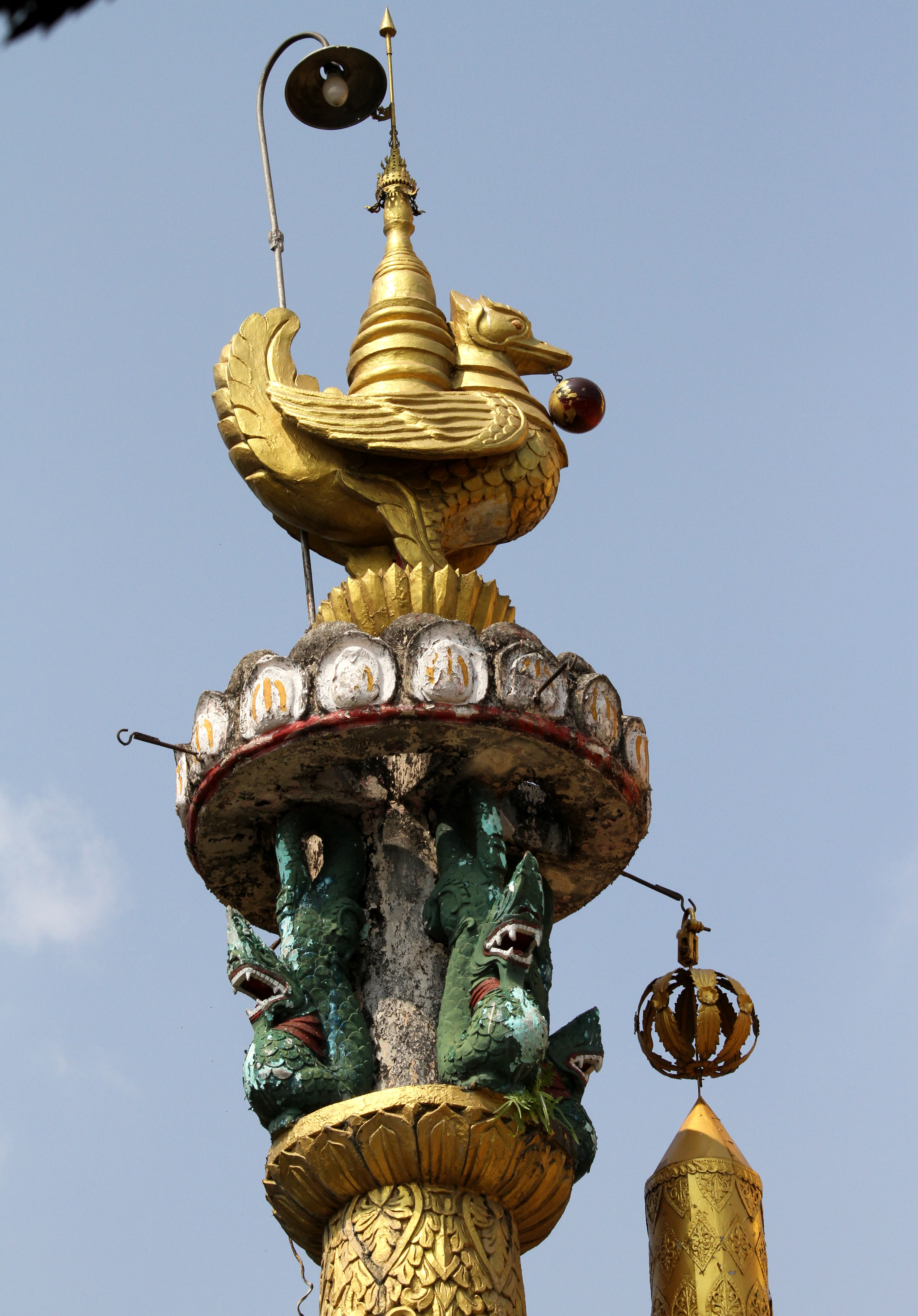
Bekrönung einer Säule
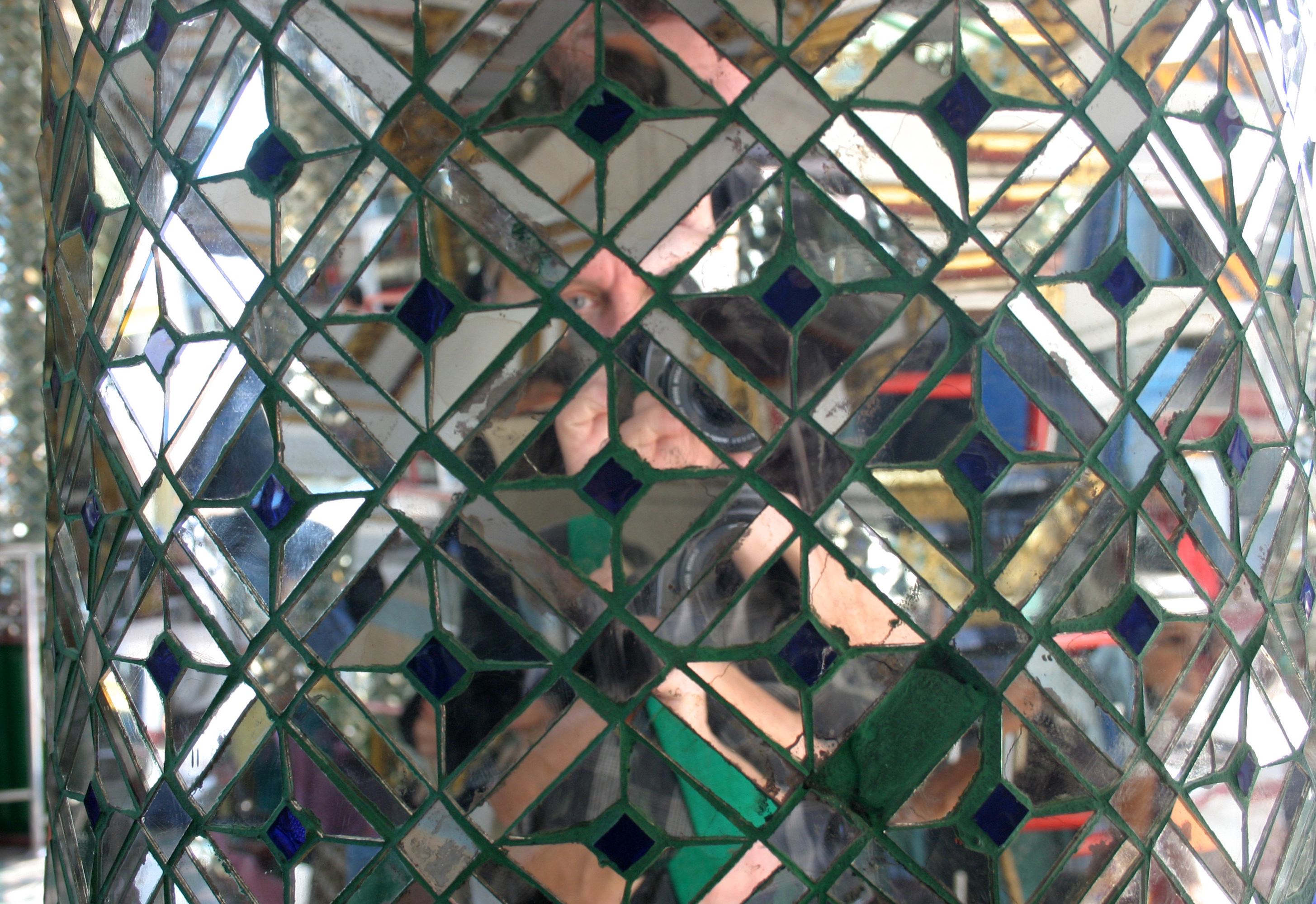
Glasmosaik
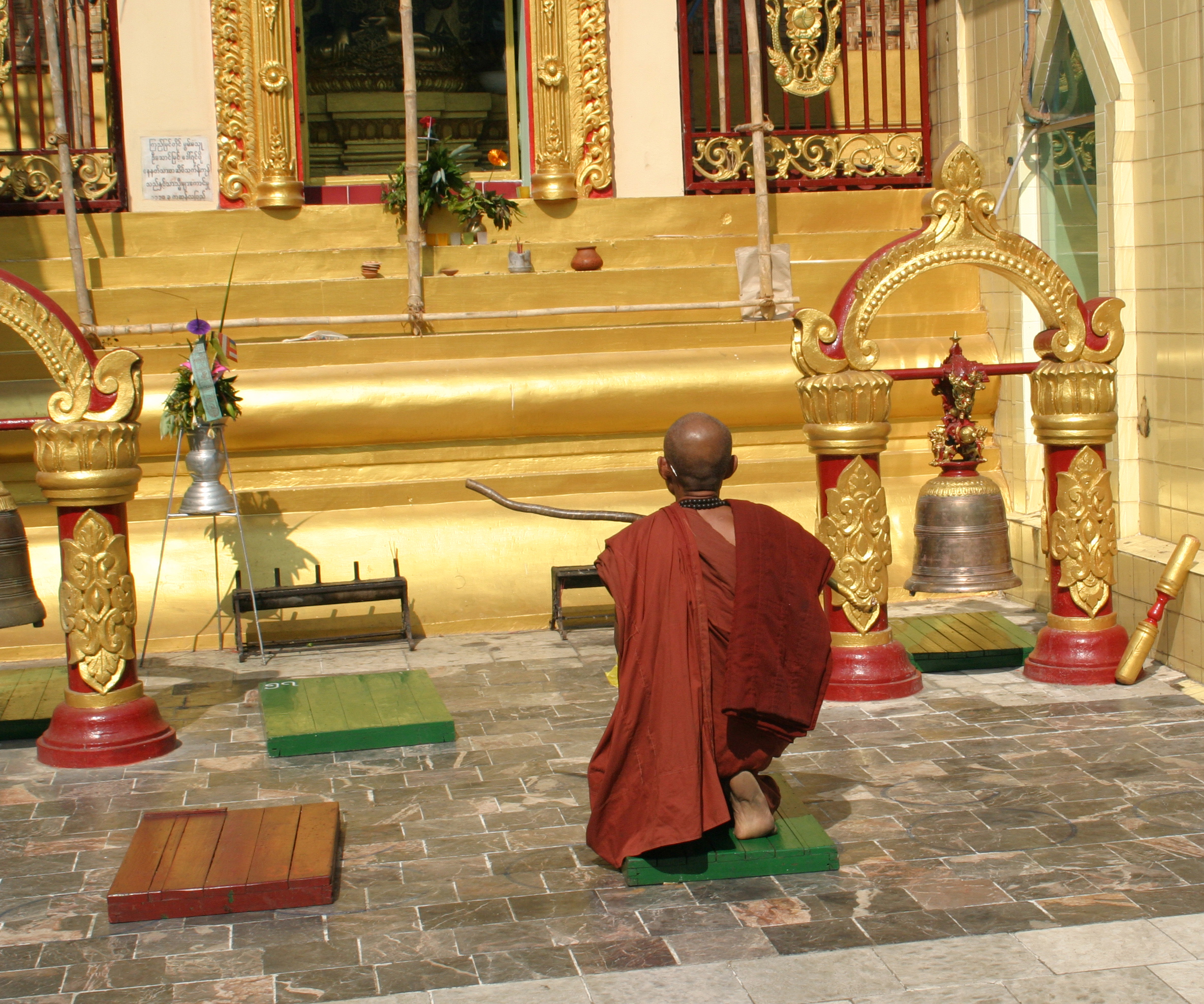
Mönch
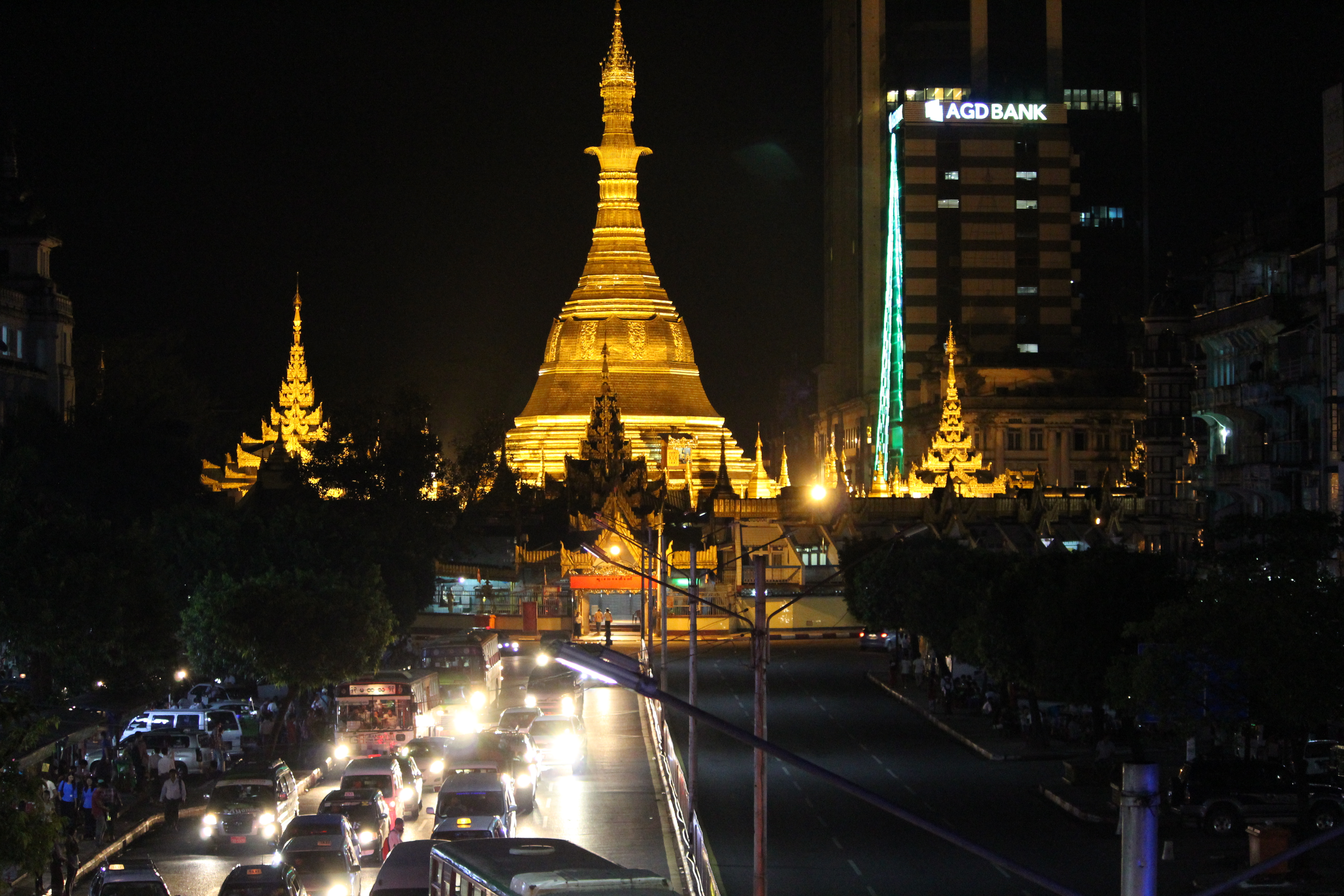
Bei Nacht wird die Pagode beleuchtet
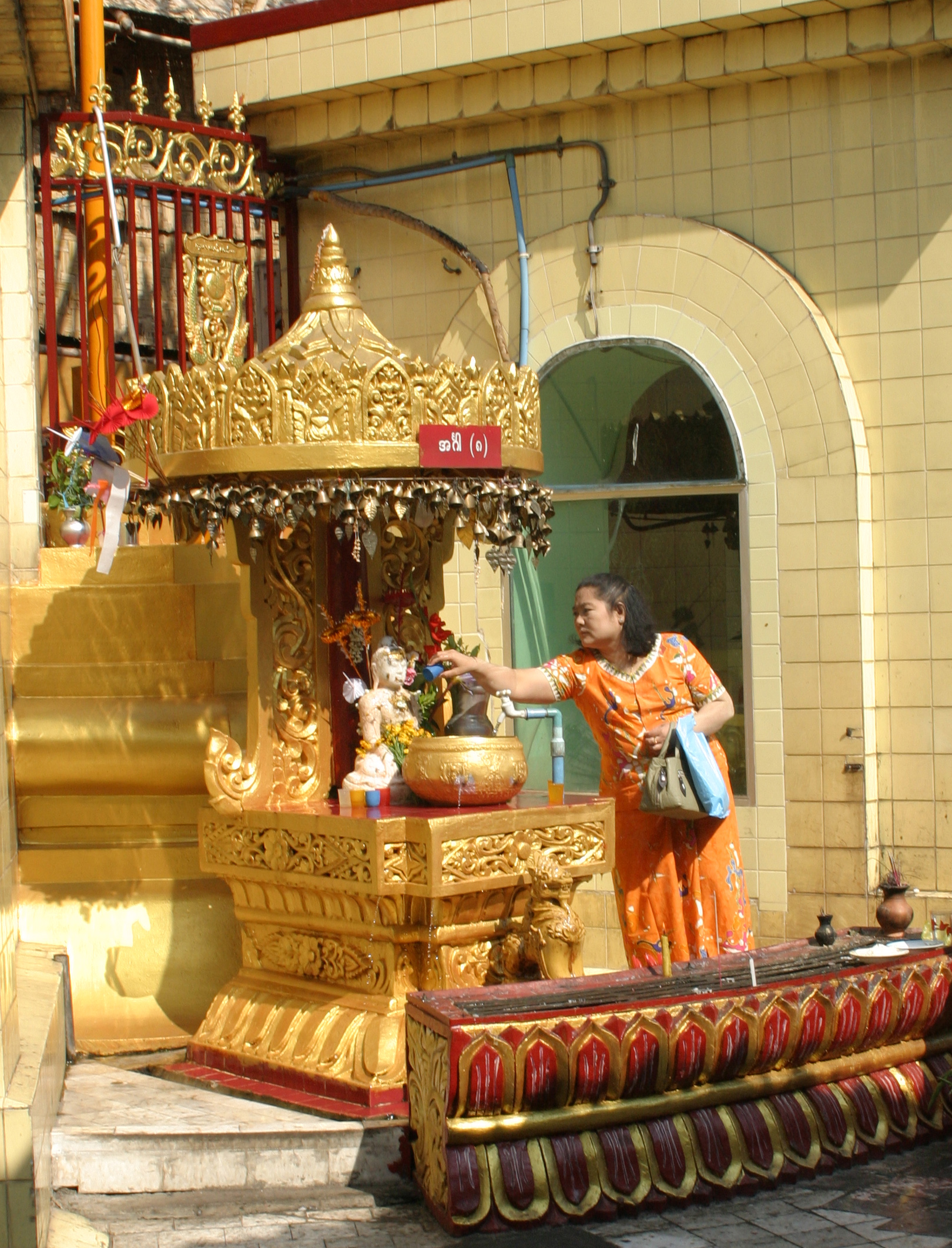
Wochentagsaltar
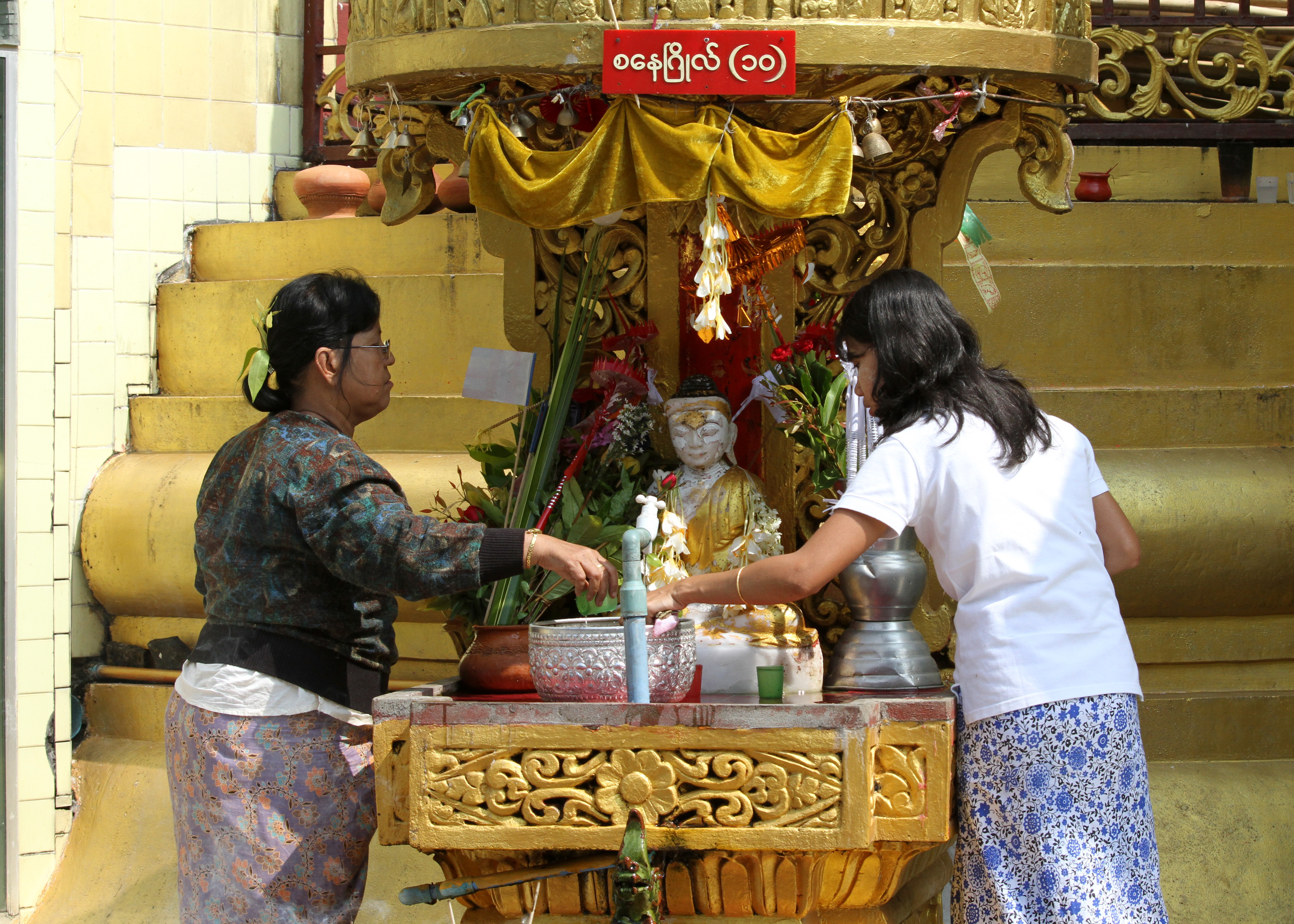
Wochentagsaltar
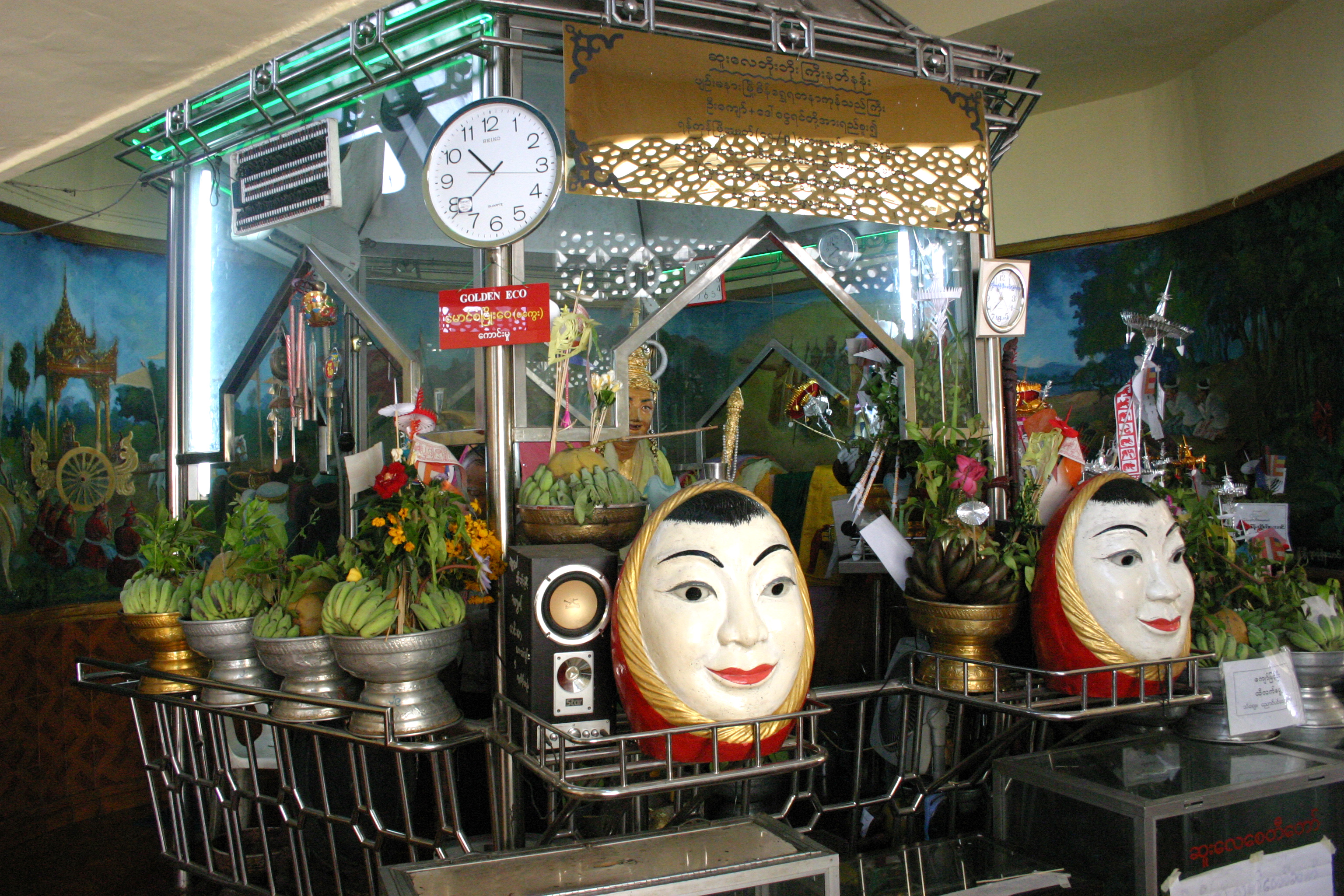
Natschrein